# Lidan
Lidan ist ein schwedischer Fluss in der historischen Provinz von Västergötland und der heutigen Provinz von Västra Götalands län. 

## Verlauf
Der Lidan entspringt in der Nähe von Älmestad in der Gemeinde Ulricehamn, fließt nach Norden durch die Ebene von Västergötland und mündet bei der Stadt Lidköping in der Bucht Kinneviken des größten schwedischen Binnensees Vänern. Der Fluss hat eine Länge von 93 km und ein Einzugsgebiet von 2.262 km².